# مارفين مارتين

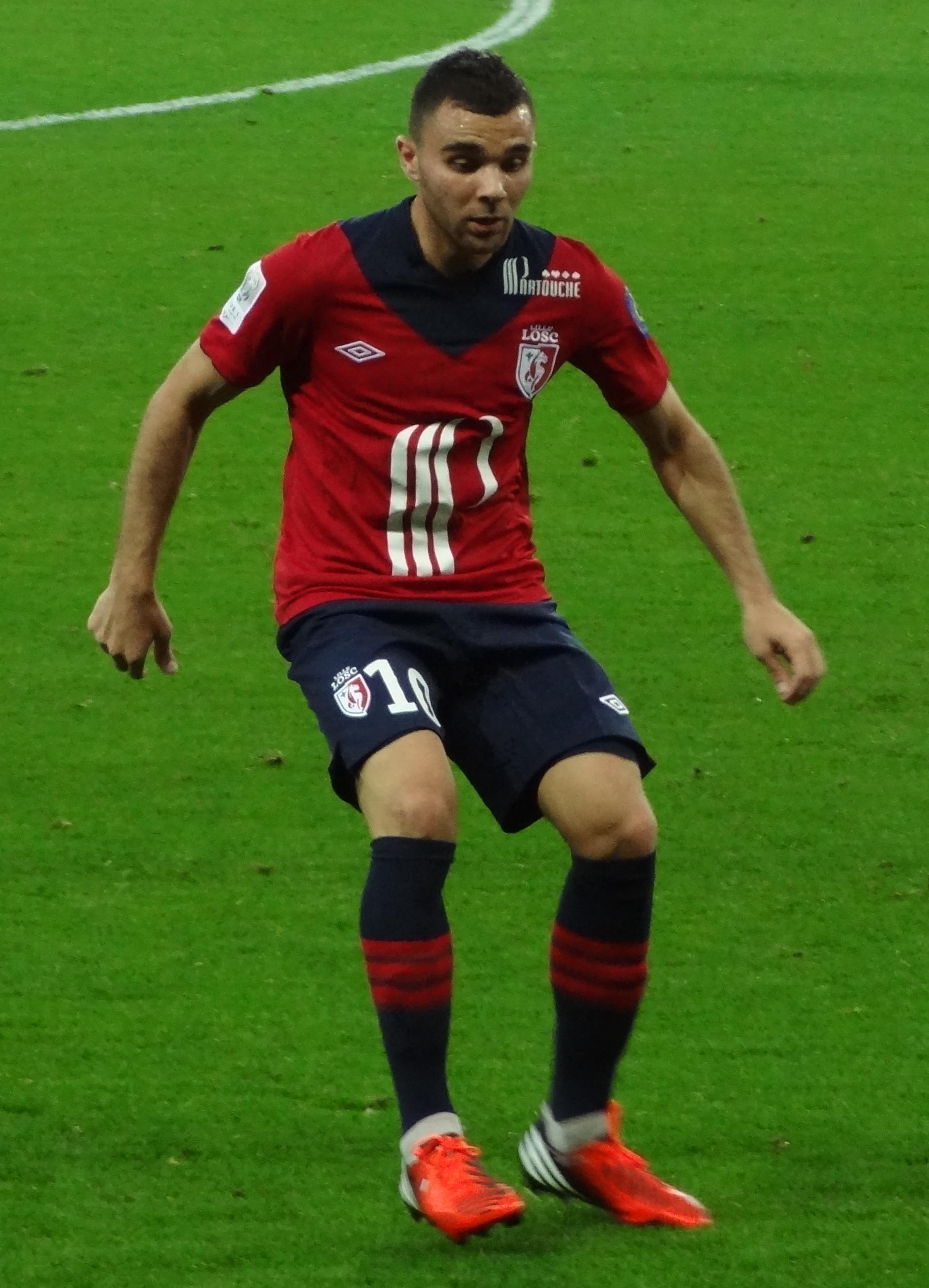

مارفين مارتين (بالفرنسية: Marvin Martin)‏ (مواليد 10 يناير 1988 في باريس - فرنسا) لاعب كرة قدم فرنسي يلعب حاليا لصالح نادي الدرجة الأولى سوشو الفرنسي منذ 2004 في مركز الوسط المحوري .

## روابط خارجية
- مارفين مارتين على موقع الاتحاد الأوربي (الإنجليزية)
- مارفين مارتين على موقع رابطة كرة القدم الفرنسية للمحترفين (الإنجليزية)
- مارفين مارتين على موقع قاعدة بيانات كرة القدم.إي يو (الإنجليزية)
- مارفين مارتين على موقع ليكيب (الفرنسية)
- مارفين مارتين على موقع ناشيونال فوتبول تيمز (الإنجليزية)
- مارفين مارتين على موقع Soccerway.com (الإنجليزية)
- مارفين مارتين على موقع عالم كرة القدم.نت (الإنجليزية)
- مارفين مارتين على موقع كووورة
- مارفين مارتين على موقع AS.com (الإسبانية)